# Grande distribuzione organizzata
La grande distribuzione organizzata (spesso abbreviata GDO) è un sistema di vendita al dettaglio attraverso una rete di supermercati e di altre catene di intermediari di varia natura. Rappresenta l'evoluzione del supermercato singolo, che a sua volta costituisce lo sviluppo del negozio tradizionale.
Le catene di supermercati e ipermercati, che vengono normalmente raggruppate sotto la dizione di "grandi superfici", possono appartenere ad un gruppo proprietario (ciò è più tipico della grande distribuzione) o far parte di associazioni consorziate (in forma di gruppi d'acquisto o di unioni volontarie di dettaglianti e grossisti), nelle quali i singoli supermercati, pur presentandosi sotto un marchio comune, mantengono la propria individualità e la conduzione dell'esercizio (ciò è più tipico della distribuzione organizzata).

## Storia
Fin dal 1830 in Francia i cosiddetti Magasins de Nouveautés rappresentarono il passaggio tra il commercio tradizionale e la formula del grande magazzino. La data di nascita del grande magazzino, tuttavia, è fatta coincidere con l'apertura da parte di Aristide Boucicaut del rinnovato Le Bon Marché a Parigi nel 1852, seguito a ruota dall'apertura dei magazzini Louvre. Questo primato è, peraltro, contestato da molti che lo attribuiscono all'americano Macy's (che aprì a New York nel decennio successivo) in quanto l'ampiezza delle linee merceologiche offerte da Macy's giustifica, a prescindere dalla data di apertura, la definizione di grande magazzino.
Per quanto riguarda il supermercato, le prime esperienze non durature risalgono al 1916 dove a Memphis Clarence Saunders aprì il Piggly Wiggly Store, sperimentando per la prima volta il tornello come sistema per il controllo degli accessi in un locale pubblico. Le prime esperienze durature nacquero a valle della grande depressione del 1929, a partire dal primo punto vendita della King Kullen a Cincinnati.
Per quanto riguarda, infine l'ipermercato, il caso più emblematico è quello del gruppo francese Leclerc che ha sempre tentato di introdurre nuove merceologie nei suoi punti vendita spesso "forzando" al ribasso l'esistenza di prezzi imposti (tabacchi, libri, benzine, profumi, ecc.)

## Descrizione

### Tipologie
Essa si compone di:
- Grande distribuzione (GD) che vede catene composte da svariati punti di vendita (vere e proprie filiali di vendita) diffuse a macchia d'olio sul territorio e tutte controllate da un'azienda madre (Coop, Carrefour, Unes)
- Distribuzione organizzata (DO) che prevede l'aggregazione di piccoli soggetti (svariati punti vendita l'uno indipendente giuridicamente dall'altro) aggregatisi per aumentare il loro potere contrattuale e che, consorziandosi mediante gruppi d'acquisto o unioni volontarie di dettaglianti e grossisti, cercano di affrontare il mercato con maggiore sicurezza.

La GD prevede grosse strutture centrali controllate da un unico soggetto proprietario, che gestiscono punti di vendita quasi sempre diretti. Gli attori più importanti sul mercato Italiano sono attualmente Bennet, Carrefour, Unes, Coop, Pam Panorama, Esselunga o anche, nell’ambito dei discount, Eurospin, Lidl Italia, MD.
La DO prevede invece la aggregazione di piccoli soggetti secondo la logica de l'unione fa la forza: consorziandosi in gruppi d'acquisto i piccoli e medi dettaglianti possono ottenere agevolazioni economiche in termini di approvvigionamento, derivanti dal maggior potere contrattuale nei confronti dei fornitori e, molto spesso, saltando l'anello del grossista riescono a proporre le merci a prezzi maggiormente concorrenziali. A questo si aggiungono i vantaggi conseguibili dallo sfruttamento del marchio e dall'ottenimento di supporto in termini di know-how e coordinamento strategico. In Italia i gruppi più importanti sono Conad, CRAI, Despar, Gruppo VéGé, Selex e Sigma. Oltre ai gruppi d'acquisto, fanno parte della DO, anche le cosiddette unioni volontarie di dettaglianti e grossisti ove, anziché saltare l'anello del grossista, i singoli esercenti, in maniera ben organizzata, riescono ad avere un maggior potere contrattuale nei raffronti di un preciso grossista di fiducia: un esempio è dato dai supermercati A&O.
Importanti sono anche le cosiddette private label ossia i marchi contrassegnanti prodotti vendibili unicamente all'interno del gruppo o della catena.

### Anello distributivo
L'anello della distribuzione si compone di quattro principali attori:
- Produttori: aziende industriali a produzione diretta
- Grossisti: che solitamente acquistano dal produttore per rivendere ai dettaglianti; trattasi di aziende mercantili a produzione indiretta
- Dettaglianti: organizzati sotto forma di catene, gruppi d'acquisto o unioni volontarie di dettaglianti e grossisti, che hanno un contatto diretto col consumatore finale; trattasi di aziende mercantili a produzione indiretta
- Consumatore finale

Sebbene sia i grossisti sia i dettaglianti compiano qualche intervento inevitabile sulle merci che andranno successivamente a rivendere (piccoli adattamenti quantitativi e/o qualitativi) il relativo intervento risulta di carattere meramente commerciale, ossia di mero e solo trasferimento dei prodotti nello spazio (distribuzione pura e semplice) e nel tempo (attività di conservazione). Proprio per questo, la relativa attività economica, è detta a produzione indiretta.
Il canale diretto di smercio prevede un contatto diretto tra produttore e consumatore finale. Il canale breve di smercio non prevede, invece, la figura del grossista.
Il canale lungo di smercio prevede tutte le figure sopra elencate.
Talvolta il canale di smercio (o anello distributivo) può risultare ulteriormente complicato, prevedendo ulteriori figure che possano essere d'ausilio al passaggio della merce dal produttore al consumatore finale. Nell'anello distributivo, infatti, possono inserirsi ulteriori aziende mercantili con loro identità commerciale quali, ad esempio i mediatori, gli agenti di commercio, i rappresentanti (che rappresentano forme di aziende mercantili con propria identità commerciale ma che agiscono in nome e per conto altrui) e i commissionari, i concessionari e gli spedizionieri (che invece rappresentano aziende mercantili con propria identità commerciale ma che agiscono in nome proprio e per conto altrui).
Le reti della distribuzione (che permettono la realizzazione concreta dell'attività commerciale di trasferimento nello spazio e nel tempo dei prodotti) sono andate via via integrandosi anche con realtà di derivazione internazionale quali, ad esempio, i contratti di franchising e le tecniche di merchandising. Le tecniche di merchandising, in particolare, perseguono il fine d'organizzare i vari (e sempre più vasti) punti vendita, ciò per tramite della combinazione delle cosiddette leve di merchandising.

### La vendita al dettaglio
La Grande distribuzione organizzata si avvale spesso di ampi luoghi di vendita che costituiscono, nel loro complesso, il cosiddetto grande dettaglio. Per grande dettaglio si intende l'insieme dei punti vendita con ampi spazi di smercio (di solito con ampiezze maggiori ai 400 m²). Afferiscono ad esso i supermercati, gli ipermercati, i grandi magazzini (questi ultimi specializzati generalmente nel non food), ecc.
Il grande dettaglio può essere rappresentato sia da agenti afferenti alla Grande Distribuzione (ad esempio supermercati o ipermercati Coop, Esselunga, Pam, ecc.) sia da agenti afferenti alla distribuzione organizzata (ad esempio supermercati o, più raramente, ipermercati Sigma, Despar, VéGé, ecc.)
Al grande dettaglio si affianca, poi, il cosiddetto piccolo dettaglio composto da piccoli esercizi commerciali come, ad esempio, le superette (con metratura dai 200 ai 399 m²) e i punti di vendita tradizionali ancor minori negli spazi. Esso è composto, per convenzione, da tutti i punti vendita con metratura al di sotto dei 400 m².
Anche il piccolo dettaglio può essere rappresentato sia da agenti afferenti alla grande distribuzione (ad esempio superette Coop, Esselunga, Pam, ecc.) sia da agenti afferenti alla distribuzione organizzata (ad esempio superette Sigma, Despar, VéGé, ecc.)
Assommando gli esercizi afferenti sia al piccolo sia al grande dettaglio si ottiene la rete di smercio complessiva a capo della distribuzione italiana.

### Classificazione punti vendita
I punti vendita vengono generalmente classificati dalla grande distribuzione per canale in base alla loro dimensione (in metri quadrati) effettivamente adibita ad area di vendita vera e propria, cioè senza calcolare eventuali gallerie commerciali, parcheggi, ecc. ed in base alla profondità dell'assortimento. Secondo la società Nielsen Media Research, i canali di vendita della grande distribuzione sono i seguenti:
- Ipermercato: struttura con un'area di vendita al dettaglio superiore ai 2.500 m²
- Supermercato: struttura con un'area di vendita al dettaglio che va dai 400 m² ai 2.500 m².
- Libero Servizio: struttura con un'area di vendita al dettaglio che va dai 100 m² ai 400 m²
- Discount: struttura in cui l'assortimento non prevede la presenza di prodotti di marca che e meno 1000 m²
- Cash and carry: struttura riservata alla vendita all'ingrosso.
- Tradizionali: negozi che vendono prodotti di largo consumo di superficie inferiore ai 100 m²
- Self Service Specialist Drug: negozi che vendono principalmente prodotti per la cura della casa e della persona.

Nel linguaggio corrente del settore, vi sono anche altre terminologie, che cercano di creare ulteriori segmentazioni.
- Iperstore o mini-iper: struttura con un'area di vendita al dettaglio che va dai 2.500 m² ai 4000 m²
- Superstore: struttura con un'area di vendita al dettaglio che va dai 1.500 m² ai 3.500 m²
- Supermercato di prossimità: struttura con un'area di vendita al dettaglio che va dai 500 agli 800 m²
- Superette struttura con un'area di vendita al dettaglio che va dai 200 m² ai 400 m²

La classificazione per area di vendita è indicativa e varia in ogni singolo Stato del mondo, è da considerare anche la politica commerciale che sta alla base del punto vendita. Ad esempio il gruppo Interdis individua, con insegna Ipersidis, superfici di oltre 1500 metri quadrati, mentre per Il Gigante o Esselunga, i superstore sono negozi dai 2000 ai 4500 metri quadrati circa, mentre vengono considerati ipermercati, ad esempio da Auchan solo i negozi di oltre 4500 metri quadrati. Nella realtà, quindi, ogni catena prevede dei format diversi con caratteristiche che spesso esulano dalla metratura, ed attengono, ad esempio, alla presenza in assortimento di prodotti non alimentari o ad un'alta superficie dedicata ai prodotti freschi.
Per una miglior comprensione delle unità operative della GD e della GDO è opportuno rifarsi alle definizioni dell'economista Giancarlo Pallavicini, pubblicate nel 1968 per quelle che all'epoca costituivano le tipologie della distribuzione integrata: grandi magazzini, magazzini a prezzo unico, supermercati, catene di negozi, cooperative di consumo, unioni volontarie e gruppi di acquisto, case di vendita per corrispondenza e altre forme del dettaglio integrato (case di vendita "porta a porta", case di sconto, centri commerciali verso i quali viene prevista l'evoluzione di parte della grande distribuzione, e "drug stores"), che hanno costituito un riferimento per la normativa nazionale e per gli indirizzi della Comunità economica europea

## Terminologia
- Above the line - Attività pubblicitarie effettuate sui mezzi classici (radio, tv, stampa, internet, cinema, affissioni).
- Acquisto d'impulso - Acquisto non programmato da parte del consumatore, effettuato a seguito di uno stimolo improvviso, senza tener conto di fattori di convenienza o utilità.
- Activation research - Inchiesta fra i consumatori per scoprire l'incidenza di una determinata pubblicità sull'acquisto del relativo prodotto.
- Alimentare - Comunemente inteso come punto di vendita o reparto commercializzante generi alimentari.
- Area commerciale - Aree non coincidenti con i confini amministrativi di regioni e/o province dentro le quali il centro urbano più stimolante (non sempre quindi quello geograficamente più importante) è il centro gravitazionale su cui si dirige la clientela per i suoi acquisti.
- Area Nielsen - Sono 4 le zone in cui la Nielsen suddivide l'Italia per rilevazioni e stime di mercato (Area 1: Piemonte, Valle d'Aosta, Liguria, Lombardia; Area 2: Triveneto, Emilia-Romagna; Area 3: Toscana, Umbria, Marche, Lazio, Sardegna; Area 4: Abruzzo, Molise, Puglia, Campania, Basilicata, Calabria, Sicilia;).
- Area test - Area su cui si effettuano prove di marketing per sondare l'efficacia o la vendibilità di un prodotto.
- Articolo civetta - Tecnica di vendita.
- Assortimento - L'insieme dei prodotti offerti da una impresa commerciale alla clientela. Normalmente è diviso in linee che raggruppano i prodotti in maniera omogenea.
- Audit store - Punto vendita tenuto in considerazione per studi e ricerche di mercato.
- Average monthly sales - Vendite medie mensili realizzate.
- Average price - Prezzo medio.
- Awareness - Misura della conoscenza da parte del pubblico di prodotti, marche, insegne, ecc.
- Backlog - Ordini arretrati, non ancora evasi.
- Back selling - Attività che ha come intendimento quello di favorire le vendite del cliente.
- Back to back - Espositore da pavimento utilizzato nei supermercati con esposizione della merce sui due lati. Letteralmente dorso a dorso.
- Baker's dozen - La cosiddetta tredicesima. Chi acquista dodici confezioni di un determinato prodotto ne riceve tredici.
- Bended pack - Offerta promozionale nella quale due prodotti sono offerti in una confezione unica.
- Banner - Colonna di un tabulato (Es. per il controllo della rotazione delle merci).
- Codice barre - Codice a barre per il riconoscimento univoco ed esclusivo dei prodotti.
- Below the line - Attività pubblicitarie effettuate sui mezzi non classici (sponsorizzazioni, direct marketing).
- Best buy - La migliore scelta o anche il prodotto più acquistato.
- Brand - vedi marca.
- Bogof  - Buy one get one free - Compra uno ricevi il secondo in omaggio.
- Brand leader - Marca che ha la più importante quota di mercato nel suo complesso o di un segmento di esso ben definito.
- Brand loyalty - Grado di fedeltà ad una determinata marca.
- Brand manager - Responsabile della gestione di una linea di prodotti commercializzati con lo stesso marchio.
- Brand share - Quota di mercato di una marca.
- Brand switcher - Consumatori che frequentemente passano da una marca all'altra per i loro acquisti in un determinato settore.
- Break even point - Punto di pareggio detto anche punto morto in quanto fino a quel punto l'azienda non ha realizzato guadagni ma solo pareggiato le spese.
- Brik - Confezione quasi sempre a forma di parallelepipedo particolarmente utilizzata per prodotti alimentari liquidi.
- Briefing - Comunicazione dell'insieme di informazioni e istruzioni necessarie per realizzare un'azione pubblicitaria, promozionale, ricerca di mercato, ecc.
- Budget - Stima previsionale dei costi relativi ad un esercizio o parte di esso. Nel budget sono indicati anche gli obiettivi di vendite da conseguire. È riferibile ad una singola determinata attività (campagna pubblicitaria o incentivazione delle vendite), ad un settore dell'attività aziendale, o a tutta l'attività dell'azienda.
- Buyer association - Gruppi d'acquisto.
- By-product - Sottoprodotto che deriva da un processo produttivo finalizzato alla produzione di altri beni.
- Caddy promotion - È un display utilizzato prevalentemente nei supermercati. Fissato sul frontalino dei carrello ed ha lo scopo di indurre l'acquirente verso gli "acquisti d'impulso".
- Campagna di vendita - Azione mirata di vendita tesa a produrre uno sforzo più intenso e/o concentrato su un determinato prodotto, su una specifica zona, su un ben identificato segmento di clientela.
- Canale di distribuzione - Sequenza di persone ed organizzazioni che provvedono al passaggio dei beni dai produttori ai consumatori. Nella tradizione il canale di distribuzione è definito: diretto quando tra l'impresa produttrice e il consumatore finale non esistono intermediari; corto quando esiste la presenza di un solo intermediario; lungo quando gli intermediari sono molteplici.
- Canvass - Periodo nel quale si presume sia completato l'intero giro di visite ai clienti da parte del venditore.
- Capital goods - Beni utilizzati per produrre altri beni.
- Cash and carry - Grandi magazzini organizzati a self-service aperti ai dettaglianti o a persone munite di tessere (elargite a soggetti fisicamente dotati di partita IVA). I beni possono essere acquistati anche in piccole quantità e la merce è trasportata dall'acquirente stesso.
- Cash cow - Prodotto con un'alta quota di mercato in un mercato statico.
- Categoria - Definito e gestibile gruppo di prodotti / strumenti / servizi che i consumatori percepiscono essere interrelati e/o sostituibili nel soddisfare un loro bisogno.
- Catena di distribuzione
- Catering - Aziende specializzate nel fornire a convivenze, ristoranti, ecc. merci alimentari già pronte per il consumo o merci semielaborate oggetto di successive trasformazioni.
- Centrale d'acquisto - Organizzazione deputata all'acquisto di grandi quantità di prodotti per conto di più acquirenti.
- Checkout - Spazio all'interno di un supermercato in cui si pagano le merci.
- Cheap - In chiave pubblicitaria identifica un prodotto di bassa immagine. Letteralmente a buon mercato.
- Cibo spazzatura - Alimenti di qualità scadente o cattiva, in alcuni casi dannosi per la salute.
- Commodity - Prodotto generico che non possiede elementi caratterizzanti che lo distinguano da quelli concorrenti. A causa di questa peculiarità il suo mercato è caratterizzato da una forte prevalenza del prezzo sulle altre variabili del marketing mix.
- Compratore - Persona incaricata degli acquisti e della selezione degli assortimenti.
- Confezione - Involucro contenente il prodotto posto in vendita. Soprattutto nella grande distribuzione, dove l'acquisto è a self-service, essa ha assunto una crescente importanza. Infatti caratterizza il prodotto ed ha il compito di farlo spiccare sugli altri e quindi di facilitarne l'acquisto. Facilita inoltre l'effetto di ricordo e quindi favorisce la fedeltà oltre ad essere importante veicolo di immagine.
- Consumatore - Consumatore o acquirente.
- Consumatore finale
- Consumer oriented - Azienda la cui politica commerciale è orientata al consumatore finale.
- Consumer price - Prezzo al pubblico.
- Convenience store - Piccolo punto di Vendita di prossimità con assortimento limitato, specializzato in articoli ad alta rotazione, con un'organizzazione prevalentemente a libero servizio.
- Cost pricing - Determinazione di un prezzo partendo dai costi.
- Counterpack - Contenitore per l'esposizione dei prodotti su di un banco o altra superficie piana del negozio.
- Couponing - Azione promozionale effettuata per mezzo della distribuzione di buoni sconto.
- Cut price - Taglio di prezzo. Generalmente intesa come azione di promozione con riduzione temporanea del prezzo.
- Dealer - Intermediario commerciale riferibile al rivenditore o concessionario.
- Dealer's brand - Marche cosiddette commerciali in quanto i prodotti sono venduti con il nome del distributore.
- Dépliant - Pieghevole, foglio illustrativo di un prodotto od anche foglio pubblicitario.
- Direct marketing - Tecnica con la quale l'azienda intende realizzare uno scopo sul consumatore finale, non necessariamente di vendita. Ad esempio un'azione di "D.M." è quella di indirizzare il cliente su un determinato punto vendita ed ottenere la risposta del cliente. Tra i mezzi più usati: gli annunci stampa con coupon (tagliando) di risposta, gli invii postali (direct mail), gli spot televisivi contenenti un annuncio, il telefono (telemarketing). La sua peculiarità è costituita dal poter verificare quantitativamente le risposte del consumatore finale (redemption) in modo certo e quindi rende possibile anche test preliminari prima di un lancio in grande stile o su vasta scala.
- Direct selling - Vendita diretta dall'azienda al consumatore finale.
- Discount - Al significato letterale di sconto si aggiunge nell'uso comune del termine l'identificazione di un negozio (con una superficie quasi sempre inferiore a 500 m²) che pratica sconti in modo continuativo. Non sempre questi negozi mantengono nel tempo la costanza dell'assortimento. I prodotti di marca sono scarsamente presenti.
- Distributore automatico - Espositore che consente al consumatore di prelevare direttamente il prodotto. È intesa anche come macchina che distribuisce in modo automatico, previo l'inserimento di una moneta o gettone, una determinata quantità di merce.
- Display - Struttura che permette l'esposizione della merce all'interno dei punti di vendita in modo ordinato secondo criteri estetici, funzionali, ma soprattutto economici. Può essere allestito temporaneamente durante particolari eventi promozionali.
- Dogs - Prodotti con una bassa quota di mercato in un mercato fermo.
- Door-to-door - Vendita porta a porta ovvero direttamente al domicilio del consumatore finale. Tipo di vendita in ascesa nel settore alimentare.
- Down market - Mercato indicato per il segmento meno abbiente della popolazione.
- Drop - Calo delle vendite.
- Drugstore - Emporio (tipico dei paesi anglosassoni) con orari molto ampi, assortimenti molto eterogenei e con articoli generalmente ad alta rotazione.
- Dumping - Azione tesa a praticare un prezzo di vendita al pubblico inferiore al prezzo di costo comunemente definito sottocosto. Nel caso di aziende multinazionali prezzi all'esportazione nettamente inferiori a quelli praticati sul mercato interno. Attualmente l'accusa di "D." è rivolta alle aziende cinesi da parte delle concorrenti occidentali per la politica di prezzo aggressiva praticata soprattutto nei settori dell'elettronica e dell'abbigliamento.
- Duty-free shop - Punto vendita, solitamente collocato negli aeroporti o sulle navi, in cui i prodotti non sono gravati da imposte.
- Easy market - Mercato lento, poco dinamico e attivo.
- EDLP - Every Day Low Pricing
- Effetto alone - Influenza positiva e trainante per le vendite esercitata dall'immagine di un prodotto, di una marca, di un paese su altri prodotti della stessa marca o paese.
- Enterperience - Approccio ludico ed esperienziale alla soddisfazione dei bisogni del consumatore.
- Environment - Area su cui opera un'impresa o azienda anche commerciale.
- Espositore - Qualunque tipo di contenitore a valenza pubblicitaria posto nel punto vendita.
- Facing - Numero di file per un determinato prodotto sul fronte lineare di uno scaffale.
- Family branding - Varietà di prodotti venduti sotto la stessa marca.
- Features - Prodotti in vendita promozionale.
- Fedeltà alla marca - Abituale preferenza data dal consumatore ad una determinata marca nel suo complesso o più frequentemente ad un determinato prodotto di quella marca.
- Field - Campo d'azione dell'attività.
- Field work - Fase di ricerca compiuta direttamente sul mercato. Con questa espressione è comunemente indicato il lavoro di raccolta dei dati e delle informazioni a mezzo di interviste.
- Fixed price agreement - Accordo con cui un'azienda fornisce un servizio o un prodotto ad un prezzo non modificabile per l'intero periodo dell'accordo.
- Flat price - Prezzo unico.
- Floor stand - Espositore di grandi dimensioni che si appoggia sul pavimento nel negozio.
- Flop - Riferito ad un prodotto, identifica il suo insuccesso commerciale e, normalmente, una sua rapida uscita dal mercato.
- Forecast - Previsioni (di vendita, di smaltimento delle scorte, ecc.)
- Franchising - Formula distributiva nella quale il titolare di un marchio ne concede lo sfruttamento ad un negoziante al dettaglio. Di norma il contratto prevede che in cambio del pagamento di un compenso da parte del negoziante, l'azienda concede l'uso del proprio marchio, la vendita dei propri prodotti e più in generale di tutta l'assistenza in chiave di aiuto alla vendita (pubblicità, promozioni, ecc.). Di norma il dettagliante non può inserire nel proprio assortimento prodotti di altre marche.
- Free price - Omaggio, regalo.
- Gadget - Piccolo oggetto, allegato di solito in omaggio al prodotto, riportante il marchio dell'azienda.
- Goodwill - Avviamento commerciale di un'azienda. È comunemente inteso anche come, buona accoglienza, buon rapporto personale tra gli uomini di un'azienda ed i clienti. Più in particolare è anche usato per indicare la favorevole disposizione del pubblico verso la marca.
- Grocery - L'insieme dei beni di largo consumo.
- Gruppo d'acquisto - Insieme di commercianti o consumatori che si consorziano per effettuare gli acquisti dalle aziende produttrici al fine di aver un maggior peso contrattuale teso ad ottenere prezzi più bassi e condizioni più favorevoli.
- Gummed label - Etichetta adesiva.
- Habit buying - Acquisto ripetuto per abitudine di un determinato prodotto.
- High user - Forte consumatore.
- Home market - Mercato interno, ovvero del paese in cui opera l'azienda.
- House brand (o Private Label) - Marca di proprietà del distributore.
- IDM - Industria di Marca
- Imballaggio - Ha di mantenere inalterata la fragranza e/o la bontà del prodotto e di essere anche fonte di informazione per il consumatore.
- Immagine di marca
- Indice di diffusione - Misura la presenza di un determinato prodotto presso le famiglie di consumatori. Rilevato in diversi momenti in un arco di tempo, dà un'indicazione generale della fase del ciclo di vita in cui si trova quel prodotto.
- Indice di rotazione - Misura il tempo in cui il prodotto resta in giacenza. Essendo uno dei fattori più importanti per l'equilibrio finanziario dell'impresa, è costantemente tenuto in considerazione dal buyer nella composizione degli assortimenti e degli acquisti.
- Ipermercato - Grande area attrezzata per la vendita al dettaglio (con una superficie coperta non inferiore ai 2.500 metri quadrati) il cui assortimento, molto ampio, è composto di generi alimentari e non. Nella tendenza attuale si vanno sviluppando assortimenti con beni di consumo semidurevoli quali hi-fi, tv, radio, elettrodomestici, computer, telefonia, ecc. Spesso nella struttura sono compresi anche un rilevante numero di altri negozi (galleria) che offrono assortimenti differenziati per qualità o prezzo.
- Jobber - Intermediario commerciale, grossista.
- Joint venture - Associazione di due o più imprese per utilizzare in modo sinergico le risorse apportate dalle singole imprese partecipanti.
- Jumbo-pack - Confezione gigante proposta come offerta speciale.
- Keen competition - Situazione di elevata concorrenzialità.
- Keen price - Prezzo basso, molto conveniente.
- Key account - Funzionario aziendale cui sono affidati i rapporti con i clienti più importanti (clienti chiave). L'azione svolta è totale e quindi riguarda la vendita dei prodotti, l'inserimento di nuovi prodotti, il loro posizionamento, il coordinamento di tutte le attività di marketing sul punto vendita, ecc. in una sinergica azione con tutti i responsabili dell'unità di vendita e con il cliente rivenditore.
- Label - Etichetta.
- Layout - Disposizione appropriata delle attrezzature espositive in un determinato punto vendita. Nel linguaggio pubblicitario: disposizione appropriata degli elementi che compongono un annuncio pubblicitario.
- Leader di mercato - Azienda o marca che detiene la più alta quota di mercato.
- Lineare - Piano di scaffale, banco dove sono collocati i prodotti in vendita.
- Listino prezzi - Prezzi riportati in catalogo.
- Logotipo - Simbolo grafico che identifica un'azienda. Può diventarne anche il marchio.
- Loss leader - Prodotto messo in vendita a prezzi ridottissimi, anche in perdita (sottocosto), per attirare i consumatori in quel punto vendita. Sono definiti anche prezzi civetta.
- Loyalty - Fedeltà alla marca.
- Marca - Nome, simbolo, logotipo che identifica un prodotto, una linea di prodotti, un'impresa. Comunemente è inteso come elemento attinente ad una intera linea di prodotti ed è, in certi casi, l'elemento su cui ruota l'intera strategia di marketing.
- Marca locale - Marca a diffusione locale quindi in una ristretta area geografica.
- Marchio - Parte della marca che è riconoscibile ma non identificabile con una parola pronunciabile. È costituito da un disegno, un colore o un tipo di simbolo caratteristici che inducono il consumatore finale ad identificare il marchio con la marca.
- Marketing - Insieme delle risorse, dei mezzi e degli strumenti utilizzati per identificare i bisogni effettivi o latenti dei consumatori allo scopo di soddisfarli con il più elevato indice di soddisfazione del cliente consumatore e, contemporaneamente con il massimo profitto per l'azienda. Nella mediazione fra questi opposti parametri si sviluppa l'azione dell'azienda attraverso le sue politiche commerciali.
- Marketing mix - Combinazione dei fattori di marketing dell'azienda che riguardano le decisioni connesse con il prodotto, il prezzo, la pubblicità, la promozione, i canali di distribuzione e la rete di vendita. L'ottimizzazione del marketing mix deriva dal miglior uso combinato nella gestione e nella destinazione delle risorse fra i vari suddetti fattori.
- Market oriented - Azienda con una strategia rivolta prioritariamente verso le esigenze del mercato e volta quindi ad operare in funzione delle caratteristiche e dei bisogni dei consumatori e dei vincoli che devono essere superati per soddisfarli.
- Market share - Quota di mercato.
- MDD - Marca del Distributore
- Me too - Prodotti che vengono introdotti sul mercato pur non presentando un'innovazione di rilievo rispetto a quanto già esiste. Sono in genere prodotti introdotti per la necessità della marca di essere presente in un determinato segmento di mercato o linea di prodotti.
- Merchandising - Insieme di attività e di azioni aventi lo scopo di promuovere la vendita di una determinata linea di prodotti o anche di un solo prodotto una volta che lo stesso sia stato inserito nell'assortimento del punto vendita. Può essere riferita all'inserimento di una nuova referenza in un supermercato oppure dare impulso alla rotazione di una referenza già esistente ma con un basso indice di rotazione. Una tipica azione di marchandising riguarda il controllo degli spazi e del posizionamento assegnati dal rivenditore ai prodotti di una marca, ai prezzi praticati, ecc.
- Metodo Delphi - Sistema di indagine previsionale applicato all'evoluzione tecnologica di un prodotto nel medio o lungo termine.
- Mocappista - Artista che realizza modelli di prodotti alimentari a scopo pubblicitario.
- Moq - Minimum order quantity - quantità minima ordinabile
- Non food - Comunemente inteso come un punto vendita o un reparto che commercializza generi non alimentari.
- Offerta - Comunemente intesa come offerta particolarmente vantaggiosa (offerta speciale) per l'acquirente relativa ad uno o più prodotti. Es: sconti, quantità maggiorate (3X2), ecc.
- Offerta di lancio - Si accompagna generalmente con un prezzo più competitivo o con delle condizioni migliori.
- One shot - Sinonimo nel direct marketing come un solo invio di un messaggio per la vendita di un prodotto.
- Operazione a premi - Azione promozionale che prevede la consegna di un premio a tutti coloro che compiono una certa operazione in genere legata ad un acquisto.
- Out of stock - Quantità di merce non sufficiente alle possibilità di vendita e di un determinato prodotto.
- Packaging - Studio della confezione per renderla attraente e stimolante sì da favorirne l'acquisto.
- Panel - Campione caratteristico rappresentativo utilizzato nelle indagini di mercato.
- Piggy back - Promozione su un prodotto ottenuta dal cliente solo acquistando altri prodotti.
- Pool - Un certo numero di aziende che partecipa alla stessa azione ad esempio di sponsorizzazione.
- Portfolio - Pubblicazione atta a presentare una nuova campagna o un nuovo prodotto ad un target qualificato (venditori o rivenditori, intermediari commerciali).
- Prezzo al rivenditore -
- Prezzo equo - Prezzo conveniente sia per l'acquirente che per il venditore.
- Prezzo pieno - Prezzo non scontato.
- Pricing - Assegnazione dei prezzi di vendita ai prodotti in catalogo.
- Primo prezzo - È il prezzo più basso esistente per un determinato prodotto nell'assortimento. È generalmente sinonimo di prodotti non di marca.
- Prodotto finale
- Prodotto premium price - Prodotto che, per il suo superiore livello qualitativo o, per i valori simbolici che suscita, permette di praticare un prezzo di vendita superiore a quelli dei concorrenti.
- Promozione vendite - Insieme di attività che, utilizzando tecniche proprie, conferiscono un valore addizionale e provvisorio al prodotto e/o servizio per stimolarne l'acquisto.
- Promotore - Persone che agiscono all'interno del punto vendita e che inducono i clienti all'acquisto di un determinato prodotto anche con prove di assaggio, omaggi, offerte particolari.
- Prova d'acquisto - Talloncino o parte di etichetta della confezione comprovante l'avvenuto acquisto di un determinato prodotto. Molto utilizzato per il collezionamento su tessere e che, al raggiungimento di una certa quantità, solitamente dà diritto ad un premio.
- Pull - Nel marketing identifica una strategia volta ad attirare sempre di più l'acquirente sul punto vendita. La leva principale di tale strategia è la pubblicità.
- Punto vendita - Tradizionalmente luogo in cui si effettua la vendita al dettaglio a prescindere dall'entità delle superfici utilizzate. Oggi si estende anche al cash and carry luogo in cui si effettua la vendita all'ingrosso.
- Push - Nel marketing identifica una strategia dell'azienda volta a spingere la vendita dei propri prodotti attraverso i canali distributivi. La "leva" principale di tale strategia è la "forza vendita".
- Quota di mercato - Percentuale spettante alla singola marca per i propri prodotti in un determinato marcato. Ovviamente la quota di mercato è riferibile all'insieme dei prodotti così come ad una linea di prodotti o ad un singolo prodotto riferito al mercato di riferimento nel suo complesso, ad un segmento di mercato, ad una linea di prodotti in un determinato segmento, ecc. Fissare gli obiettivi di quota di mercato è uno dei problemi strategici delle imprese.
- Range - Scarto, oscillazione, variazione rispetto ad un parametro.
- Ranking - Graduatoria.
- Referenza - Articolo che differisce dagli altri per un qualsivoglia particolare. Normalmente è identificata da un numero di codice univoco.
- Rete Vendita - Insieme di persone che collaborano alla promozione e alla vendita di prodotti e/o servizi di una organizzazione.
- Rottura di stock - Scorte insufficienti per far fronte alla media delle vendita ad es: giornaliere.
- Royalty - Prezzo pagato al proprietario per lo sfruttamento di un marchio, brevetto, ecc. commisurato all'entità dello sfruttamento effettuato.
- Sale test - Tecnica consistente nel lanciare un prodotto anziché su tutto il territorio solo su una parte di esso. Compito del test è quello di permettere eventuali correzioni di rotta per il lancio globale.
- Sell - in - Vendita fatta dall'azienda agli intermediari commerciali; indica la merce che entra nei punti vendita.
- Sell - out - Vendita fatta dagli intermediari commerciali al consumatore finale; indica l'uscita della merce dai punti vendita.
- Slim - e/o frontalino. Cartellino apposto frontalmente sullo scaffale espositivo che riporta le indicazioni tecniche del prodotto (prezzo di vendita, codice del fornitore, codice a barre, data dell'ultima variazione di prezzo, ecc.).
- Soddisfazione del cliente
- Sottomarca - Linea o prodotto di immagine e contenuti inferiori rispetto alla marca principale dell'azienda avente il compito di compiere azioni di disturbo sul prezzo o di permettere all'azienda di entrare in segmenti più bassi di mercato senza intaccare il prestigio della propria immagine di marca.
- Space allocation - Attribuzione della spazio negli scaffali ai vari prodotti.
- Stock - Quantità di merce esistente in determinato momento in una determinata azienda.
- Superette - Punto vendita al dettaglio a libero servizio di prodotti di largo consumo con una superficie compresa tra i 200 e i 400 metri quadrati.
- Supermercato - Punto di vendita al dettaglio a libero servizio di prodotti di largo consumo con una superficie compresa fra i 400 e i 2.500 metri quadrati.
- Store loyalty - Fedeltà alla marca di un intermediario commerciale o distributore.
- Target - Obiettivo. Risultato di vendita quantiqualitativo (es: fatturato, penetrazione, volumi o fatturato di un determinato prodotto o linea di prodotti, ecc.) che deve essere raggiunto in una determinata zona in un determinato periodo di tempo.
- Tendenza storica - Tendenza rilevata sulla base di dati storici.
- Testata di gondola - Spazio espositivo situato all'estremità di una corsia di vendita e legata ad un singolo prodotto o marca, atto a favorire per la posizione strategica l'acquisto d'impulso.
- Trade - Definizione sintetica degli intermediari commerciali di cui si avvale un'azienda.
- Trade marketing - Le attività di marketing realizzate dall'impresa con e attraverso gli intermediari commerciali.
- Tendenza
- Unique selling proposition - Enfatizzazione di una caratteristica di un prodotto sulla quale, per la sua esclusività o importanza primaria, è basata la proposta di vendita.
- Unbranded - Senza marca.
- Vendita al dettaglio
- Vetrofania - Adesivo riportante un messaggio pubblicitario, il simbolo di una marca, ecc. che si attacca alle vetrine dei negozi.

## Nel mondo

### Italia
A partire dagli anni '90 in Italia si è assistito ad una crescita delle vendite nei canali discount e superstore ed una contrazione negli ipermercati  che ha determinato un aumento del numero di aperture dei primi ed una tendenza a ridurre le superfici degli ipermercati, riducendone in particolare gli spazi destinati al non food e trasformandoli talvolta in superstore.
Le insegne italiane sono quasi del tutto assenti sui mercati esteri ma dominano il mercato domestico, dove le insegne estere rivestono invece un ruolo piuttosto marginale (le uniche sono Aldi, Carrefour, Lidl e Penny Market). Ciò è dovuto principalmente ad una notevole frammentazione del mercato italiano, costituito da una molteplicità di insegne, spesso concentrate in aree geografiche limitate. I soli gruppi ad avere una copertura di tutto il territorio italiano sono Conad, Eurospin, Selex e MD.
Gli avvenimenti più importanti possono essere schematizzati come segue:
| Data | Evento |
| ---- | --- |
| 1877 | Viene fondato a Milano il primo grande magazzino da due fratelli che avevano avuto successo come venditori ambulanti di tessuti: i fratelli Luigi e Ferdinando Bocconi; il magazzino inizialmente si chiama Aux villes d'Italie, poi viene ribattezzato Alle città d'Italia rifacendosi al magazzino francese Bon Marché. |
| 1928 | Apre il primo magazzino a prezzo unico a insegna Upim a Verona in via Pellicciai. |
| 1955 | Apre il primo reparto alimentare a insegna Standa annesso al preesistente grande magazzino con stessa insegna a Napoli in via Diaz. |
| 1957 | Apre il primo supermercato di una catena di GDO. Si trovava a Milano in viale Regina Giovanna, la società si chiamava Supermarkets Italiani, oggi meglio nota come Esselunga. Questo punto di vendita, quasi 50 anni dopo l'apertura, è stato ceduto al Gruppo Rewe con insegna Billa ed infine al gruppo Carrefour.      |
| 1964 | Apre il primo cash and carry a Dalmine a insegna Gros Market del Lombardini. |
| 1971 | Apre il primo ipermercato a Castellanza a insegna MaxiStanda. Passato a Billa, oggi questo ipermercato ha insegna Il Gigante. Nello stesso anno Standa apre i primi magazzini e supermercati in affiliazione. |
| 1973 | Standa introduce i primi prodotti a marca privata con marchio Tanto Standa. |
| 1974 | Apre il primo centro commerciale a Cinisello Balsamo chiamato Shopping Center B. |
| 1979 | Francesco Di Lello inventa la formula pubblicitaria 3X2 per la Standa. |
| 1986 | Coin lancia la prima carta fedeltà, nasce Coincard. |
| 1988 | Apre il primo superstore a Firenze in via di Novoli a insegna Superstore Esselunga. |
| 1992 | Apre il primo discount ad Arzignano a insegna Lidl. |
| 1994 | Vengono installate le prime casse self service nell'Iper di Montebello della Battaglia. |
| 2012 | Apre il primo supermercato H24 a Milano piazzale Principessa Clotilde a insegna Carrefour Market. |
| 2023 | Apre il primo autonomous store a Verona via Stella a insegna Tuday Conad Prendi&Vai. |

Le centrali d'acquisto della distribuzione italiana sono le seguenti:
| Centrale d'Acquisto | Gruppo aderente                                                                | Fondazione/ Arrivo in Italia | Stato          |
| ------------------- | ------------------------------------------------------------------------------ | ---------------------------- | -------------- |
| Aicube 4.0          | - Carrefour Italia - Gruppo VéGé                                               | 2020                         | Italia Francia |
| Aldi                | - Aldi                                                                         | 2018                         | Germania       |
| Conad-Finiper       | - Conad - Finiper                                                              | 2014                         | Italia         |
| Coop                | - Coop                                                                         | 1967                         | Italia         |
| ESD Italia          | - Acqua & Sapone - Agorà Network - Aspiag Service - Selex Commerciale          | 2001                         | Italia         |
| Esselunga           | - Esselunga                                                                    | 1957                         | Italia         |
| Eurospin            | - Eurospin                                                                     | 1993                         | Italia         |
| Forum               | - Crai - C3 - D.It-Distribuzione Italiana - Despar Servizi - Super Drug Italia | 2020                         | Italia         |
| Gruppo PAM          | - Gruppo PAM                                                                   | 1958                         | Italia         |
| Lidl Italia         | - Lidl                                                                         | 1992                         | Germania       |
| MD                  | - MD                                                                           | 1994                         | Italia         |
| Metro Italia        | - Metro                                                                        | 1972                         | Germania       |
| Rewe                | - Penny Market                                                                 | 1994                         | Germania       |